# (24413) Britneyschmidt
(24413) Britneyschmidt est un astéroïde de la ceinture principale.

## Description
(24413) Britneyschmidt est un astéroïde de la ceinture principale. Il fut découvert le 7 janvier 2000 à la station Anderson Mesa par le programme LONEOS. Il présente une orbite caractérisée par un demi-grand axe de 3,20 UA, une excentricité de 0,04 et une inclinaison de 12,3° par rapport à l'écliptique.

## Compléments